# エリザベス2世の死
本項目では、イギリス及び英連邦王国の女王・エリザベス2世が2022年9月8日15時10分（英国夏時間）（日本時間：同日23時10分）に崩御し、その長男であるチャールズ3世が即位した経緯について解説する。
史上最長在位のイギリスの君主であったエリザベス2世は、スコットランド、アバディーンシャーのバルモラル城で「老衰」により96歳で崩御し、18時30分（英国夏時間）に公式発表が行われた。女王の崩御に伴い、彼女の長男であるチャールズ3世が王位を継承した。
女王の崩御により、国葬の手配を含む一連の計画であるロンドン橋計画が開始され、女王がスコットランドで崩御した際の手順を設定したユニコーン作戦も実施された。イギリス政府は、10日間の全国服喪期間を設けた。 女王は9月14日から19日までウェストミンスターホールで安置され、その間に推定25万人が列をなして敬意を表した。
国葬は9月19日にウェストミンスター寺院で執り行われ、同日にウィンザー城のセントジョージ礼拝堂で埋葬式が執り行われた。 女王は、セントジョージズにある国王ジョージ6世記念礼拝堂に埋葬された。 国葬の日は、イギリスといくつかのイギリス連邦諸国の祝日となった。国葬は、イギリスで最も視聴された特別テレビ放送の1つであり、21世紀で最も視聴された王室行事であるウィリアム王子とキャサリン・ミドルトンの結婚式を上回った。
この記事での時刻については特記なき場合、英国夏時間（BST、UTC+1）とする。

## 背景

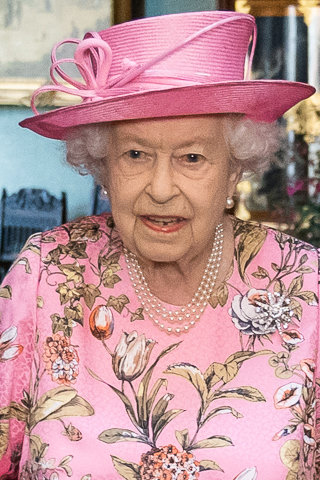
エリザベス2世女王（2021年6月）

女王の健康状態については、高齢となってからは特に注意されてきたが、2021年4月9日に夫であるエディンバラ公フィリップが薨去して以降は、その衰えが特に目立つようになる。同年10月からは公務の際に杖を使用するようになり、同月20日から21日にかけては検査入院を理由に北アイルランドへの訪問を取り止め、グラスゴーでのCOP26及び2021年の戦没者追悼記念式典への出席も健康上の理由から取り止めとなった。
2022年3月29日にウェストミンスター寺院で行われたエディンバラ公フィリップの追悼式典には出席したものの、同月のコモンウェルスデーの式典や4月の王室洗足式の式典には出席することができなかった。また5月にはイギリス議会開会式を59年振りに欠席した。これにより、プリンス・オブ・ウェールズとケンブリッジ公が国務顧問として議会を開会した。法定推定相続人であるプリンス・オブ・ウェールズは、女王の晩年に向けてより多くの公的な責任を負い、議会開会式で女王の代理を務めた。
2022年6月には、自身の即位70周年を祝賀するプラチナ・ジュビリーの礼拝を欠席した。公式情報によると、記念式典初日の女王公式誕生日を祝う軍事パレードの最中、女王は立ち上がった際に「不快感を覚えた」と述べたという。記念式典中は主にバッキンガム宮殿のバルコニーに留まり、感謝の記念式典を欠席した。
崩御する2日前の2022年9月6日、ボリス・ジョンソン首相の辞表を受理し、新たな首相にリズ・トラスを任命した。首相の任命に関わる一連の公務は、本来であればバッキンガム宮殿で行われるところであるが、今回初めてバルモラル城で行われた。翌日、女王は枢密院のオンライン会議に出席の上ここでトラス内閣の閣僚から就任の宣誓を受ける予定であったが、医師団から休養を取るように勧告されたことを受け、オンライン会議は延期された。同日、カナダで発生した2022年サスカチュワン州連続殺人事件の被害者への弔意を表明したが、これが女王の最後の公式声明となった。

## 時系列
「女王」は2022年9月8日に崩御したエリザベス2世を、「国王」はエリザベス2世の崩御に伴い新しく国王に即位したチャールズ3世を、「王妃」はチャールズ3世の現配偶者であるカミラを指す。

### 2022年9月8日

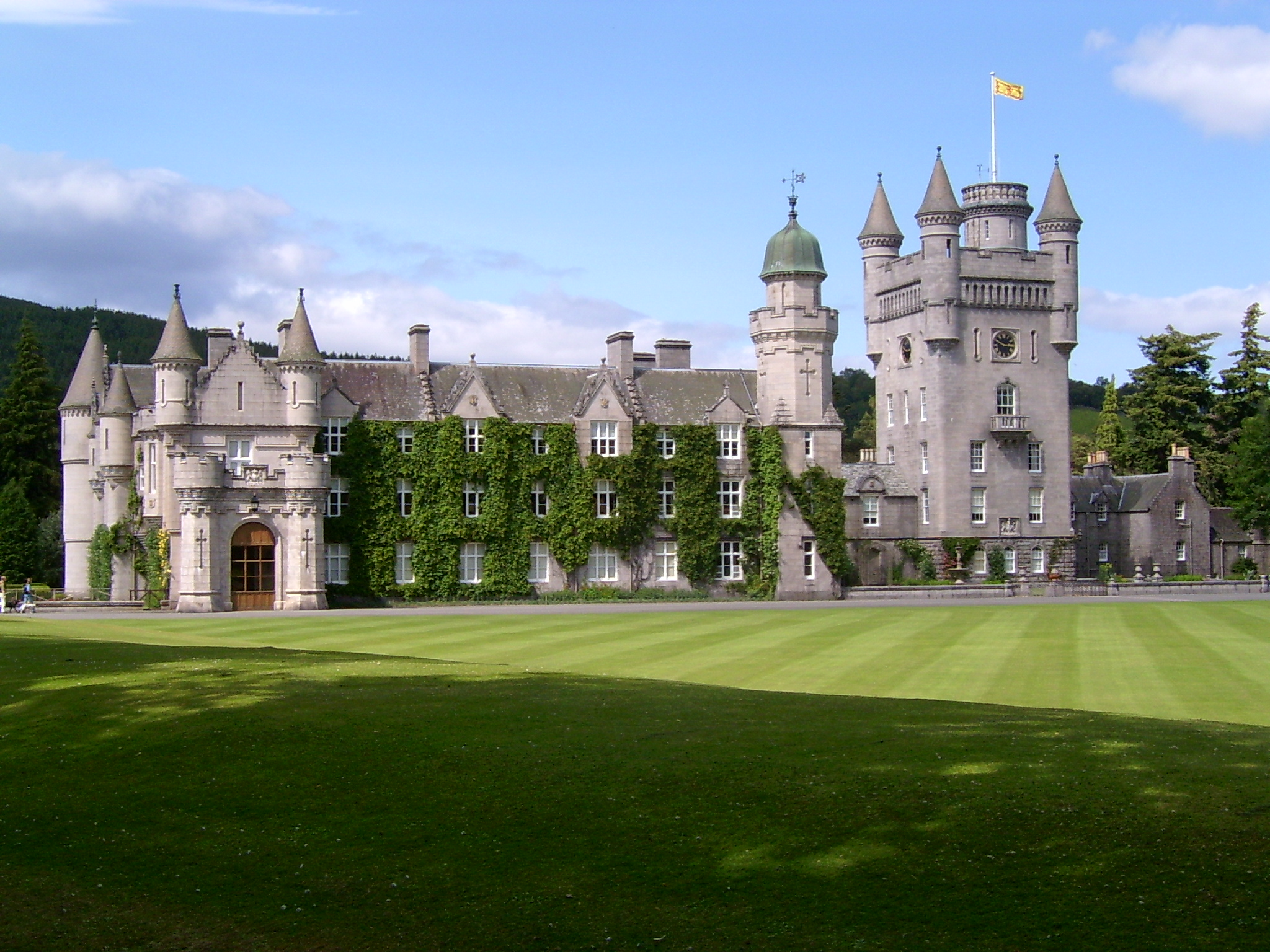
エリザベス2世が崩御したバルモラル城（2004年）

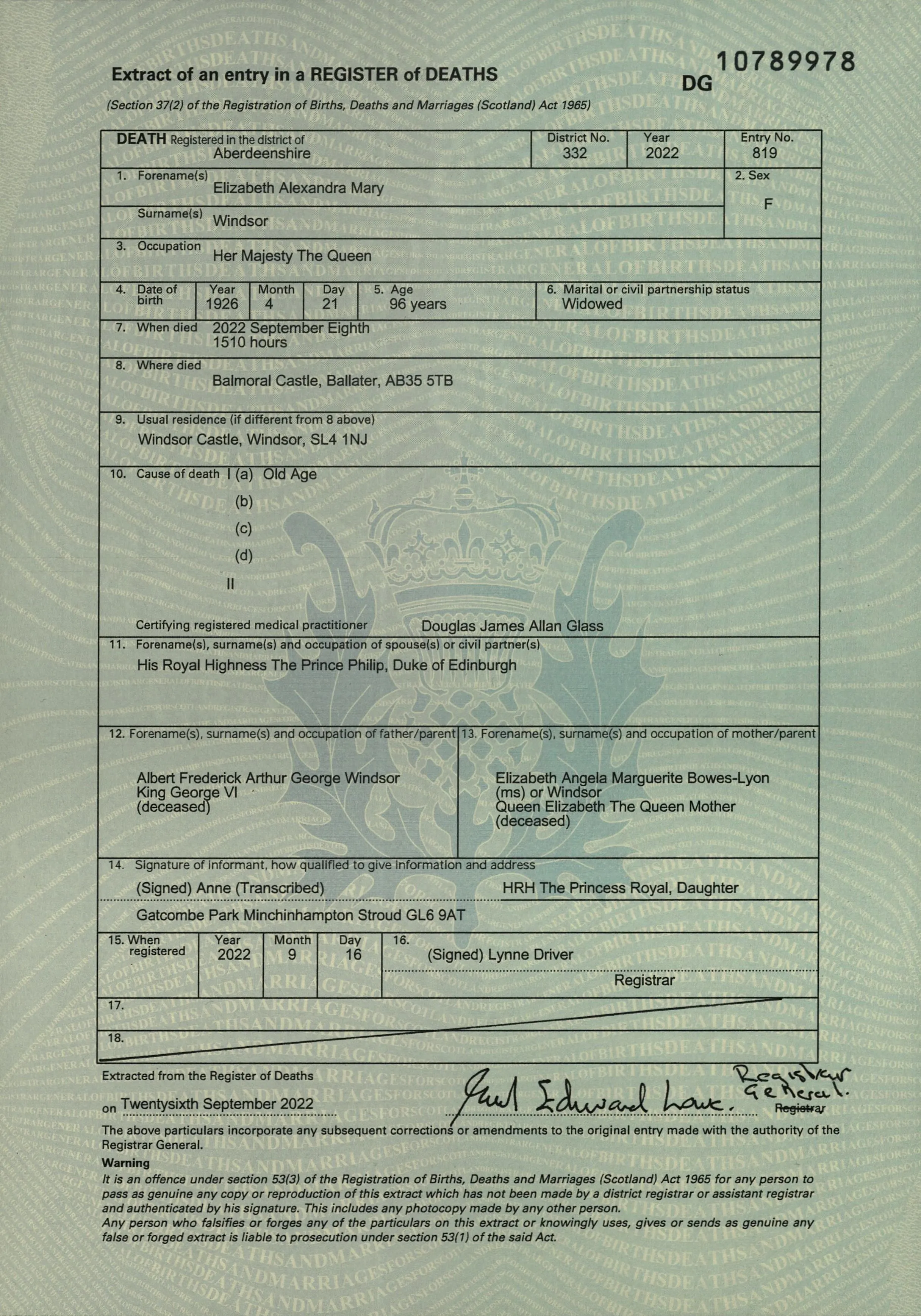
エリザベス2世の死亡診断書（9月29日公表）

午前10時30分頃、チャールズ王太子が、ヘリコプターでバルモラル城に到着した。当時、アン王女はすでにバルモラル城に到着しており、現地で合流した。
正午頃、リズ・トラス首相と最大野党・労働党の副党首であるアンジェラ・レイナーは、議会で、労働党党首であるキア・スターマーの演説中に回されたメモで、女王の健康状態が悪化していることを知った。

これを受けて、庶民院議長であるリンジー・ホイルは、「女王陛下の回復を祈る」と発言した。

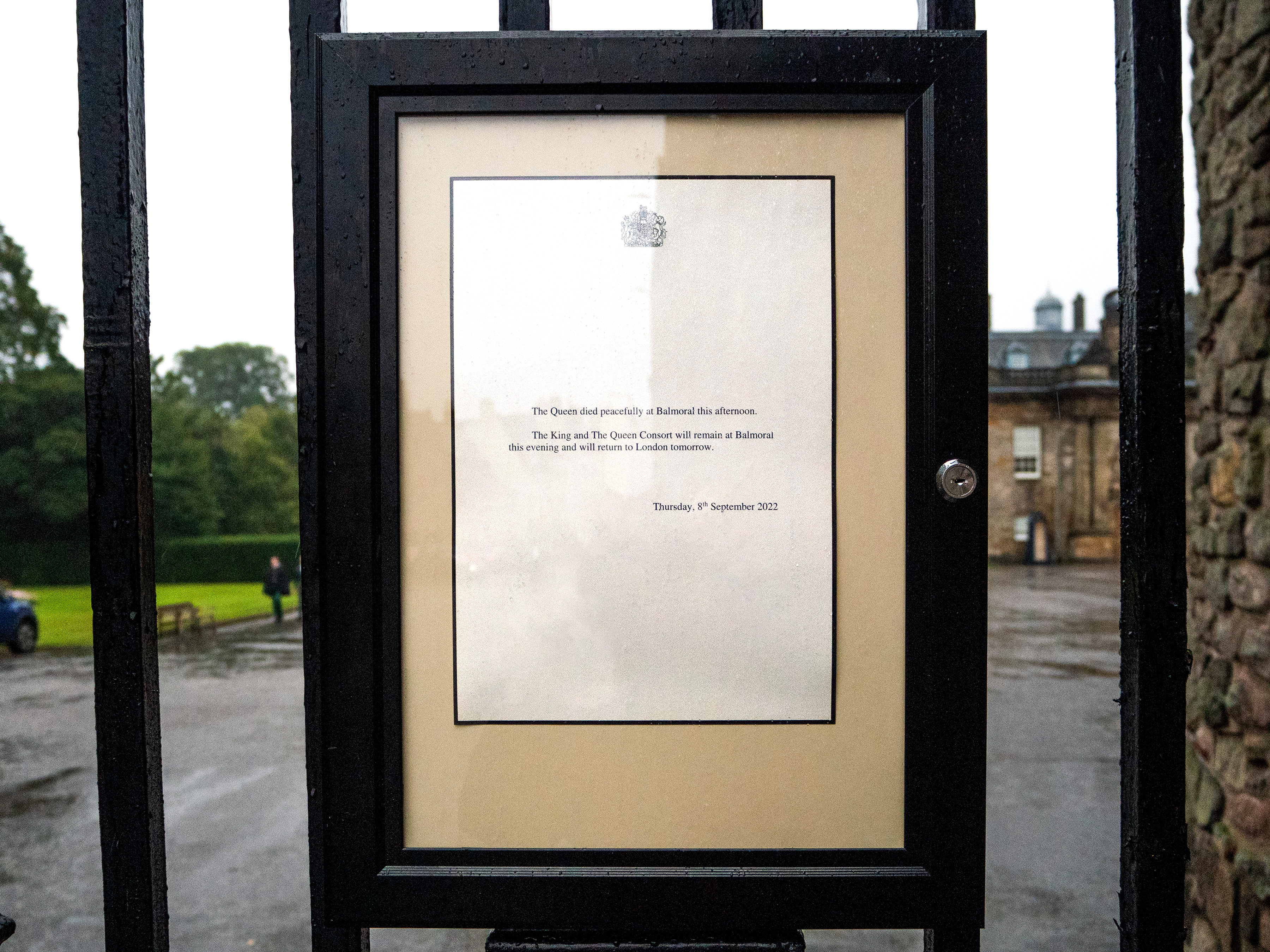
エディンバラのホリールード宮殿に掲示されたエリザベス2世の訃報

午後0時30分頃、バッキンガム宮殿は医師団が健康状態への懸念を表明した後、バルモラル城で女王が医療監視下にあることを発表した。声明には次のように書かれていた。
今朝のさらなる診断の後、女王の医師団は女王陛下の健康を懸念しており、女王が医療監視下に置かれることを推奨しています。女王は快適で、バルモラルに留まっています。
午後0時40分頃から、英国放送協会（BBC）はBBC Oneの通常放送を中断し、女王の健康状態を継続的に報道した。途中からは、BBCのニュースジャーナリストと出演者は全員黒い服を着用していた。健康状態に関する特別報道はITV、チャンネル4、チャンネル5などのその他の主要なイギリスの放送局でも行われた。午後3時にBBC特派員のヤルダー・ハキムが公式発表の前にエリザベス2世女王が崩御したとツイートしたが、彼女は後にこのツイートを撤回した。
午後3時10分、女王がバルモラル城で崩御。96歳没。9月29日に公表された死亡診断書によれば、女王の死因は「老衰」であった。イギリス君主がスコットランドで崩御するのは、1542年のジェームズ5世の崩御以来のことであった。なおジョンソン元首相は自身の回想録にて、女王は崩御する1年以上前から骨肉腫を患っていたとしている。
午後4時30分頃、トラス首相は内閣官房長官のサイモン・ケースによって、女王が崩御したことを知らされた。
午後5時頃、女王の4人の子供とその配偶者、ウィリアム王子とヘンリー王子がバルモラルに到着した。
午後6時30分頃、バッキンガム宮殿および宮殿の公式ウェブサイト、そしてイギリス王室の公式Twitterアカウントは、次のような告知を掲載した。
女王陛下は本日午後、バルモラルで安らかに崩御あそばされました。国王と王妃は今晩バルモラルに留まられ、明日ロンドンに戻られる予定です。
2022年9月8日　木曜日
女王の崩御を知らせる最初のテレビ報道は、この告知が発表された直後にバッキンガム宮殿の国旗が半旗に下げられる様子を最初に数秒間見せた後、生放送中のBBC Oneの番組でニュースキャスターのヒュー・エドワーズが前述の声明を読み上げ、そして国歌の演奏が流れながら、女王の横姿がズームインされる形で行われた。当時、イギリスでは約1600万人がこのニュースを見ていたと予想されている。
女王の崩御を受け、バッキンガム宮殿、ダウニング街10番地（首相官邸）とバルモラル城の国旗は、半旗に下げられて掲揚された。新しい君主に即位したチャールズ3世は女王崩御の際すでにバルモラル城にいたため、バルモラル城のイギリス王室旗（女王・国王滞在中に掲げられる旗）は女王の崩御に伴いいったん降ろされ、再び掲げられた。ホリールード宮殿では、スコットランド王室旗（女王が滞在していない際に掲げられる旗）が半旗に、カーディフ城のウェールズの旗も半旗になった。女王の訃報を知った多くの人がイギリス各地にある王宮の前に集まり、女王の死を悼んだ。女王が崩御した時、長年暮らしたバッキンガム宮殿とウィンザー城の空には虹がかかっていた。
王室を離脱していたヘンリー王子は、午後8時頃にバルモラル城に到着した。

### 2022年9月9日
チャールズ3世とカミラ王妃がバルモラル城からバッキンガム宮殿に戻ると、門前では女王の死を悲しむ多くの人が国王夫妻を出迎え、2人はこれに応えて人々と言葉を交わした。その後、国王はトラス首相と面会し、国王に即位して初めての演説を行い、国民の女王への追悼に対する感謝、そしてイギリスの君主として、また自らの母として生きた女王に敬意を表した。ウェストミンスター宮殿では、国会議員たちが女王の死を悼み、それぞれが弔意を表した。国王として最初の演説で、チャールズ3世は9月19日に行われる予定のエリザベス2世の国葬の7日後までを服喪期間とすると宣言した。女王が認めた長年の慣習に従い、国王が滞在する城に掲げられる王室旗以外の全ての王宮の旗は半旗になるよう命じられた。全ての王宮の公開は国葬まで停止され、ハイド・パークでは王立騎馬砲兵によって、ロンドン塔では名誉砲兵中隊によって、エディンバラ城では王立砲兵連隊によって、カーディフ城とストーンヘンジでは王立砲兵連隊第104連隊によって、カーナーヴォン城やヨーク植物園で、また王立海軍の軍艦でも女王の年齢と同じ数の96発の弔砲がそれぞれ撃たれた。各地のイギリス海軍の軍艦も、大西洋上を航行中の「クイーン・エリザベス」を含め、半旗を掲揚した上で96発の弔砲を発射した。
王室のウェブサイトには、オンラインの弔問者芳名録が掲載された。ウェストミンスター寺院やセント・ポール大聖堂など、イギリス各地の教会では追悼の鐘が鳴らされた。ウィンザー城では、高位の王族が崩御したときのみ鳴る追悼の鐘が96回、英国夏時間の正午から午後1時35分まで1分ごとに鳴らされ、女王の96年間に渡る人生を記念した。イギリス政府からは、服喪期間についての詳細な情報が公開され、企業、公共機関、スポーツと公共の会場を閉めることは義務付けないとした。
セント・ポール大聖堂では午後6時から追悼礼拝が行われ、政治家と約2000人の国民が出席した。この際行われた国歌斉唱が、チャールズ3世の治世下での初めての公式な「神よ国王を守り給え」の演奏となった。この礼拝の中では、トラス首相が追悼演説、ロンドン大司教が弔辞を述べ、カンタベリー大主教が祈りをささげた。

### 2022年9月10日
午前10時、セント・ジェームズ宮殿においてトラス首相、枢密院メンバー、イギリス連邦諸国の代表、首相経験者6人（メージャー、ブレア、ブラウン、キャメロン、メイ、ジョンソン）などから構成される「王位継承評議会」が開催され、国王チャールズ3世の即位が正式に布告された。
午前11時、ロンドン塔、カーディフ城、エディンバラ城、コーネット城、ジブラルタルや海軍基地などで21発の礼砲が撃たれ、チャールズ3世の王位継承を祝福した。即位宣言後、国王はバッキンガム宮殿の外で国王即位を祝う多くの国民と挨拶を交わした。女王の棺は、バルモラル城から一旦セント・ジャイルズ大聖堂に移された。エディンバラのホリールード宮殿に移動するため、エディンバラの主要な道路は閉鎖された。棺の移送はエディンバラ市議会が、スコットランド政府及びスコットランド警察と協力して計画した。アン王女と夫のティモシー・ローレンス、アンドリュー王子とエドワード王子と妻のソフィー、また女王の孫のピーター・フィリップス、ザラ・ティンダル、ベアトリス王女、ユージェニー王女とルイーズ・ウィンザーは、スコットランドにあるクラシー・カークで礼拝を行い、バルモラル城外に供えられた多くの弔花を見て回った。国王の子供たち（ウィリアム王子とハリー王子）と彼らの妻は、ウィンザー城外にある弔花を見て回った。
トラス首相などの高位の職にある議員達は、特別議会においてチャールズ3世に対し、忠誠の宣誓を行った。イギリス王室は、エリザベス2世の国葬が9月19日に執り行われることを発表し、イギリス政府は国葬当日をバンク・ホリデーとすると発表した。国王と王妃は、カンタベリー大主教と共にバッキンガム宮殿で再び首相と面会、この際にはトラス内閣の議員や野党の党首とも面会した。
アンティグア・バーブーダの首相であるガストン・ブラウンは演説を行い、チャールズ3世を国王として認めたが、3年以内に共和制に移行するかを問う国民投票が実施されると述べた。

### 2022年9月11日
午前10時6分（英国夏時間）、スコットランドの王室旗に覆われ、ダリア、スイートピー、フロックス、白のギョリュウモドキと城郭庭園から供された松の毛皮を乗せた女王の棺が、葬列と共にバルモラル城（スコットランド北部）からエディンバラ（スコットランド首都）にあるホリールード宮殿の謁見室に向けて出発した。葬列には、アン王女と夫のティモシー・ローレンスも並び、アバディーンシャー、アバディーン、アンガス、ダンディー、パース、ファイフを通り、同日16時23分に、ウェッセクス伯爵エドワード王子と同夫人ソフィーが待つホリールード宮殿に到着した。葬列は6時間以上かけて、クラシー・カーク、ジョージ6世国王橋やクイーンズフェリー・クロッシング橋など、女王と関わりのあった場所や建物を巡った。葬列が通過する道沿いには多くの人が列を成し、女王の治世を称え心から拍手を送った。アバディーンシャーの農民たちは、軍隊の栄誉礼を模してトラクターを道路の側に並べて敬意を送った。
国王は王妃と共に高等弁務官とバッキンガム宮殿で面会した後、同じくバッキンガム宮殿でイギリス連邦事務局長と面会した。イギリス国内の様々な議員たちが女王への賛辞を送り、ウェールズ議会からの賛辞はウェールズ首相であるマーク・ドレイクフォードが中心となって送られた。
BBC Oneは女王の崩御以来初めて通常のテレビ番組の放送を始め、ITV、Channel 4とSky Newsも女王の崩御以来初めてCMを編入し始めた。

### 2022年9月12日

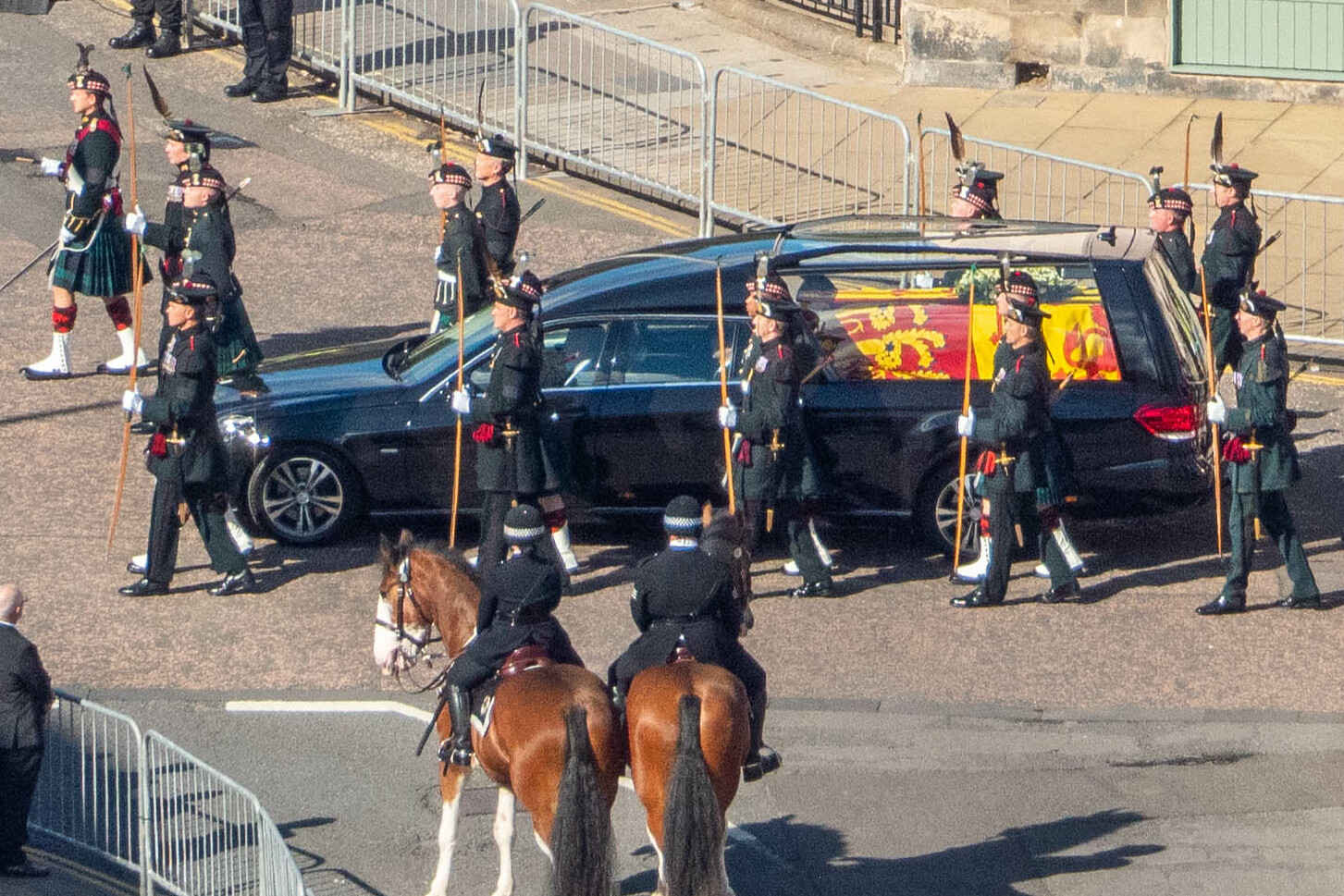
ホリールード宮殿から出発する女王の棺

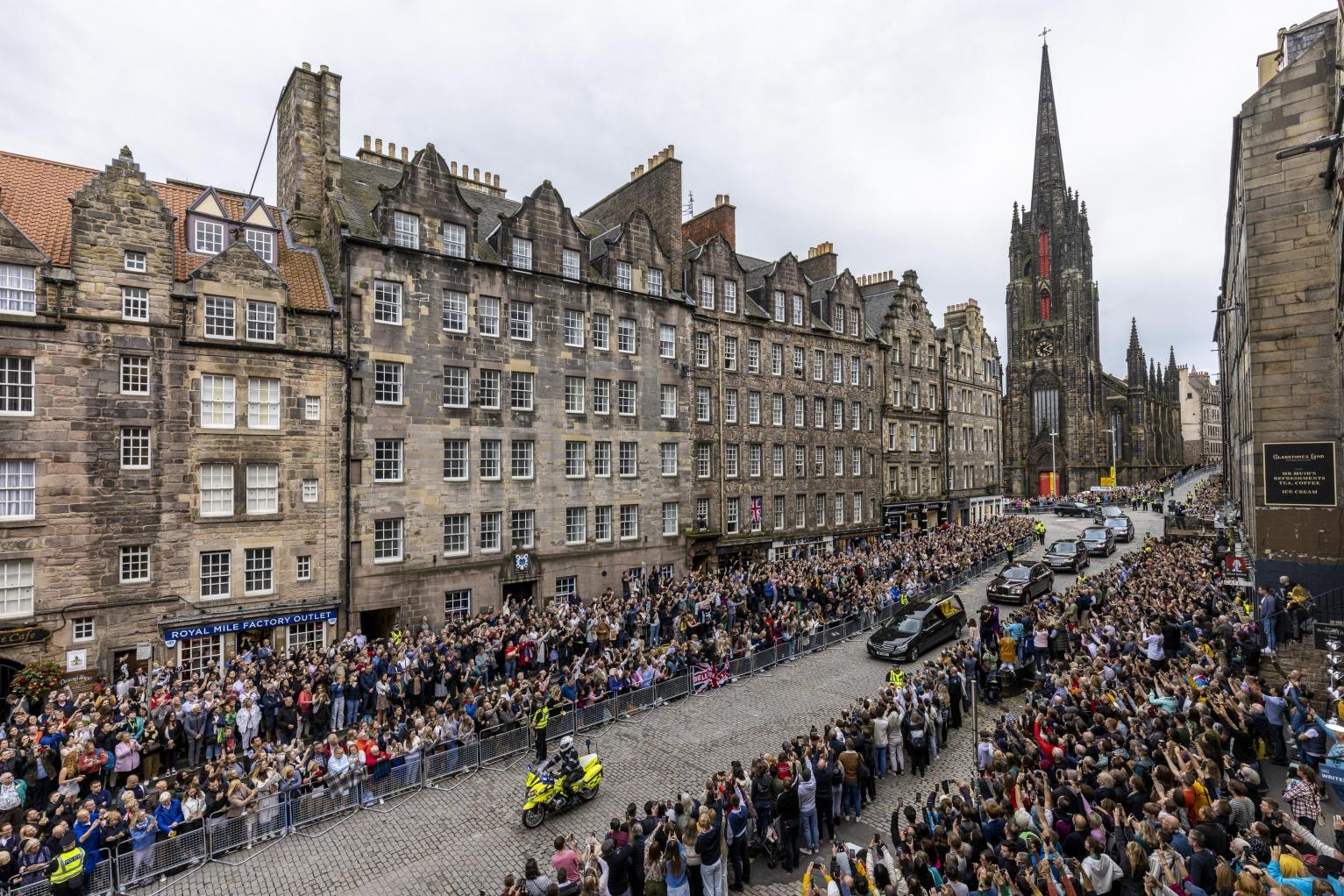
ロイヤル・マイルに集まった人々

国王と王妃は、ウエストミンスター・ホールにて庶民院と貴族院から弔意を受けた後、900人ほどの議員を前に演説を行った。国王は、演説中に「議会は民主主義の生きた、息をしている機構」であり、エリザベス女王にならい、国王としての義務を忠実に果たしていくと述べた。この儀式ではまた、両院の議員が新たな君主に忠誠を誓った。国王と王妃はその後、女王の棺が安置されているエディンバラまで飛行機で移動。ホリールード宮殿で多くの人と面会し、その後、国民によって供えられた弔花を見て回った。その後国王はロイヤル・スコットランド連隊による栄誉礼を受け、国王がスコットランドを統治することを示すセレモニー・オブ・キーズ（鍵の式典の意）が行われた。式典の後、棺をホリールードハウス宮殿から聖ジャイルズ大聖堂まで運ぶ葬列が組まれた。棺はスコットランドの王室旗に包まれ、上には女王が生前愛した花であるスプレーバラ、白いフリージア、 菊、バルモラル城からのギョリュウモドキ、スプレーヒゴタイサイコ（アザミ）、葉、ローズマリー、ヘーベとトベラで作られたリースが置かれていた。国王、アン王女、ティモシー・ローレンス、アンドリュー王子、エドワード王子、ロイヤル・スコットランド連隊のベアラー・パーティー、そしてロイヤル・カンパニー・オブ・アーチャーズが、棺と共にロイヤル・マイルを歩いた。王妃とウェセックス夫人は、葬列の後ろを車でついていった。なおこの際、王室としての公務を行っていないため軍服姿ではなく黒いモーニング服で参列したアンドリュー王子は、「病んだ老いぼれ」と罵声を浴びせられ、警察は治安妨害の疑いで22歳の男を逮捕した。葬列の進行中は、エディンバラ城からは1分ごとに弔砲が撃たれ、大聖堂到着まで続けられた。
葬列の参列者、女王と親しかった人々、政治家やスコットランドの女王の慈善団体は、女王の人生を記念した、聖ジャイルズ大聖堂でのスコットランド感謝礼拝に出席し、スコットランド女王としての統治を称えた。祈りの前にハミルトン公爵が、棺の上にスコットランド王冠を置いた。
国王はホリールード宮殿で、ニコラ・スタージョンスコットランド首相とアリソン・ジョンストンスコットランド議会議長と面会し、王妃と共にスコットランド議会で追悼の意を伝えられた。彼らはスコットランド議会議員と共に2分間の黙祷をささげた。女王の棺は、ロイヤル・カンパニー・オブ・アーチャーズに守られながら大聖堂に24時間安置され、多くの一般市民が弔問に訪れた。30000人余りの人が棺を見に訪れた。
夜には、国王と王室メンバーが、女王を追悼する通夜の式典（王子の通夜）に参加した。国王をはじめとする4人の子供たちが棺の周囲に立ち、しばしの間女王の棺の番を行った。この儀式はこれまで、男性王族しか参加することができなかったが、アン王女は女性として初めて、この役を担った。
また、北アイルランド議会からも女王への敬意が表された。

### 2022年9月13日
国王と王妃はジョージ・ベスト・ベルファスト・シティ空港に到着し、ロイヤル・ヒルズバラを訪問し、主要な道路で多くの国民と言葉を交わした。その後ヒルズボロ城に移動し、女王の北アイルランドとの関係の展示を見た。また、ここでも多くの国民と言葉を交わし、ヒルズボロ城外の弔花を見て回った。国王はその後クリス・ヒートン＝ハリス北アイルランド相や各党の党首と面会した。この際、アレックス・マスキー北アイルランド議会議長は、追悼の意を示した。ヒルズボロ城での接見の後、国王と王妃は北アイルランドの信仰指導者と面会し、ロンドンに向けて出発する前に聖アン大聖堂を訪れた。
聖アン大聖堂で行われた反省の奉仕では、アイルランド聖公会のアーマー大主教が、女王のアイルランドに平和をもたらすための努力に敬意を表した。シン・フェイン党はチャールズ3世の王位継承に関するイベントには参加しないとの声明を出したが、同党の代表は大聖堂に出席していた。 また、イギリスのトラス首相、マイケル・D・ヒギンズアイルランド大統領、ミホル・マーティンアイルランド首相も出席した。
スコットランド首相、スコットランド議会議長とアリスター・ジャックスコットランド大臣は、セント・ジャイルズ大聖堂での最後の礼拝に出席。その後、女王の棺は霊柩車に乗せられ、多くの人が見送る中、エディンバラ空港に移された。棺はアン王女と夫のティモシー・ローレンスと共に、王立空軍のC-17で、ノーソルト基地に移された。空軍の担ぎ手たちが棺を航空機に乗せ、ロイヤル・スコットランド連隊は栄誉礼で敬意を表した。
ロンドンでは、女王の色連隊が担ぎ手を担い、栄誉礼を行った。棺は女王が設計にかかわった特注の霊柩車でロンドンを廻り、バッキンガム宮殿へ移された。霊柩車が宮殿へ向かうまでの沿道には大勢の市民が並び、女王の棺を出迎えた。棺は女王の子息と孫の前で宮殿のボウ・ルームに安置された。

### 2022年9月14日
大英帝国王冠と、ホワイトローズ、スプレーホワイトローズ、白いダリアなどで作られた花輪が乗せられた女王の棺は、女王の両親の棺の移動にも使われた王立騎馬砲兵の砲車に乗せられ、午後2時22分に国王などの王族が加わった葬列と共にウェストミンスターホールに向けて出発した。公務をしていない王族(アンドルー王子とヘンリー王子)は、軍服を着用しなかった。王妃、ウェールズ公妃、ウェセックス伯爵夫人とサセックス公爵夫人は、2台の車で付き添った。ケント公爵とマイケル・オブ・ケント王子は、ウェストミンスターホールで合流した。軍楽隊はベートーヴェン、メンデルスゾーンやショパンによる楽曲を演奏した。移動中、ビッグベンの鐘が毎分鳴らされ、王立騎馬砲兵はハイド・パークから毎分弔砲を発射した。パーラメント・スクエアで棺を受け取るため、陸海空軍の兵隊は栄誉礼を行い、棺の到着後、グレナディアガーズが棺を棺台に置いた。カンタベリー大主教とウェストミンスター首席司祭は国王たち王族の前で奉仕を行い、詩編 第139篇 が歌われた。棺は17時からウェストミンスターホールに安置され、国葬が行われる19日朝まで一般人が弔問できるように取り計らわれた。ドイル・エアランでは、黙祷がささげられた。
ウェストミンスターホールに向かう葬列の様子

### 2022年9月15日

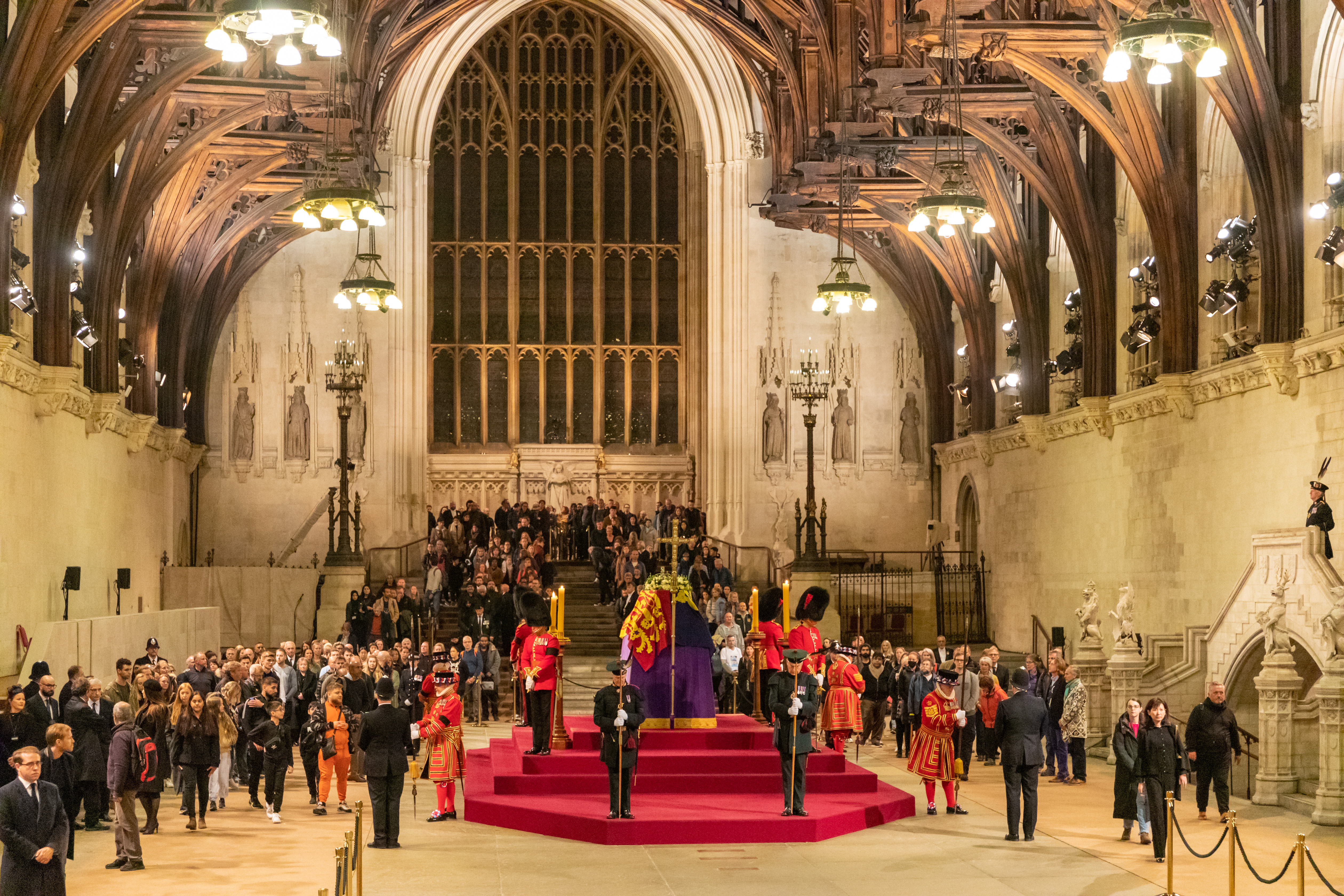
ウェストミンスターホールに安置されている棺

ウェールズ公とウェールズ公妃はノーフォークを訪問し、サンドリンガム・ハウス外にあるお供え物を見た。ウェセックス伯爵とウェセックス伯爵夫人は同様のことをマンチェスターで行い、アン王女とティモシー・ローレンスはグラスゴーを訪問した。
国王はハイグローヴ・ハウスで、王妃はウィルトシャーにある私邸で一日を過ごした。

### 2022年9月16日
国王と王妃は、イギリスの4つのカントリー巡りの最後となるウェールズを訪問した。カーディフ城到着に伴い礼砲が撃たれた。城内には大勢の人がおり、君主制廃止派の100人余りの人が沈黙の内に抗議を行った。
国王と王妃はまずランダフ大聖堂での礼拝に参列、ランダフ主教が祈りを捧げ、ウェールズ大主教が英語とウェールズ語で説教を行った。この際には、現地のウェールズ語での祈りも行われた。礼拝後、国王夫妻はランダフグリーンで多くの国民と面会した。
国王と王妃はウェールズ議会を訪れ、議会は追悼の意を示し、国王は英語とウェールズ語の両方で演説をした。カーディフ城では、国王はマーク・ドレイクフォードウェールズ首相とエリン・ジョーンズウェールズ議会議長 と面会した。また、王室を支援している個人とも面会し、その後城の庭では多くの一般市民と面会した。また、ロンドンに帰還した際には、 バッキンガム宮殿でさまざまな宗教関係者と面会した。
ウェールズ公とウェールズ公妃はピンブライト陸軍訓練所を訪れ、国葬のために配備されたカナダ、オーストラリアとニュージーランドの軍と面会した。ウェセックス伯爵とウェセックス伯爵夫人は、ウィンザー城で弔問に訪れた多くの国民と面会し、お供え物を見て回った。
ウェストミンスターホールでは、週前半にエディンバラで行ったのと同様に、女王の子供達が棺の周りで通夜を行った。彼らは軍服を着て、棺台の四隅を10分ほど守った。アンドルー王子は女王の崩御以来軍服の着用を許されなかったが、今回だけは特別に着用が許された。2020年に公務を引退したヘンリー王子は、国王の要請で軍服を着用した。

### 2022年9月17日
国王は、第一海軍卿、空軍参謀総長、陸軍参謀総長、国防参謀総長、国防参謀次長、戦略軍司令官と面会し、その後ランベスを訪れ、女王の国葬の一部を準備していた救急隊員と面会した。国王とウェールズ公は、その後安置されている女王の棺を見るために並んでいる人々と言葉を交わし、 ウェセックス伯爵と夫人はバッキンガム宮殿外にいる人々面会した。イギリス連邦各国の総督は、国王、王妃、ウェールズ公と公妃、ウェセックス公と公妃、アン王女とティモシー・ローレンス、グロスター公と夫人、ケント公、そしてアレクサンドラ王女によって主催された歓迎会とランチに出席した。また、国王はカナダ、オーストラリア、バハマ、ジャマイカとニュージーランドの首相と面会した。
女王の孫たち（ウェールズ公、サセックス公、ベアトリス王女、ユージェニー王女、ルイーズ・ウィンザー、 ウェセックス伯爵、ピーター・フィリップスとザラ・ティンダル）は、ウェストミンスターホールに安置してある棺で15分間、通夜を行った。この際、国王からの要請で、ウェールズ公とサセックス公は軍服を着用した。

### 2022年9月18日
午後8時、イギリス中で黙祷が行われる。
国王は翌19日に行われる国葬の前に、各国からの弔意に対して以下の声明を発表した。
この10日間、妻（カミラ王妃）と私は、国内外から寄せられた多くの弔辞や支援に深く心を打たれました。ロンドン、エディンバラ、ヒルズボロ、カーディフにおいて、わざわざお越しいただき、私の親愛なる母・エリザベス女王の生涯にわたる奉仕に敬意を表してくださった皆様に、私たちは計り知れない感動を覚えました。私たち全員が最後のお別れをする準備をしていますが、この場をお借りして、この悲しみのさなかに私と家族を支え、慰めてくださった数え切れないほどの方々に感謝の気持ちを伝えたいと思います。—チャールズ3世

## 王位継承

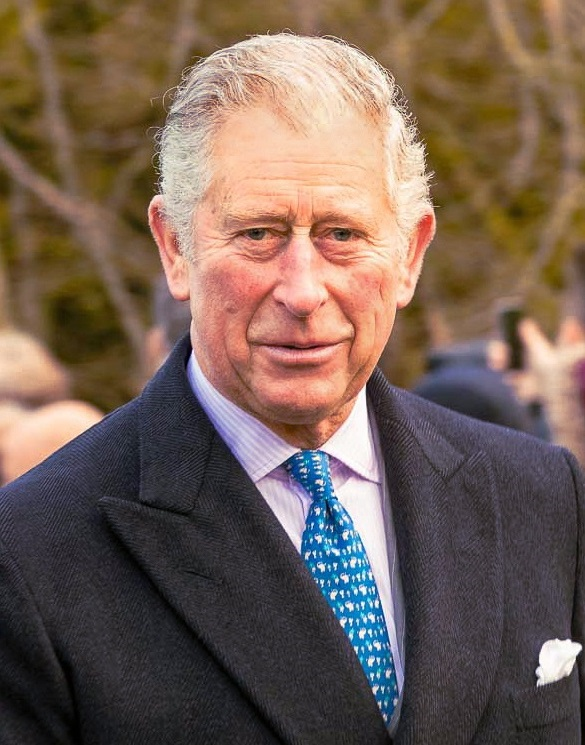
当時プリンス・オブ・ウェールズであったチャールズ3世（2017年）

女王の崩御に伴い、長男のウェールズ公チャールズが、「チャールズ3世（Charles III）」としてイギリス及びその他の14の英連邦王国の国王に即位した。
ダウニング街10番地でテレビ中継された公式声明において、トラス首相は新たな君主の統治名を次のように発表した。
千年以上の伝統に従い、本日、王位は新たな君主に受け継がれます。我々の新たな国家元首、チャールズ3世国王陛下です。
同日午後7時4分、チャールズ3世は国王として初めてとなる声明を発表した。
私の最愛の母である女王陛下の死は、私や家族にとって最大の悲しみです。私たちは、大切にされていた君主と愛されていた母が失われたことを嘆いています。女王の死は、英国中や英連邦、そして世界中の数え切れない人々の間で深く悼まれるでしょう。女王が広く深く敬愛されてきたと知ることで、私と家族はこの服喪と変化の時を乗り切り、慰められるでしょう。
9月10日、セント・ジェームズ宮殿においてトラス首相、枢密院メンバー、イギリス連邦諸国の代表、首相経験者6人（メージャー、ブレア、ブラウン、キャメロン、メイ、ジョンソン）などから構成される「王位継承評議会」が開催され、正式に国王チャールズ3世の即位が布告された。
またこの王位継承により、イギリス国歌が「女王陛下万歳（God Save the Queen）」から「国王陛下万歳（God Save the King）」に変更された。また、イギリスの通貨であるスターリング・ポンドの紙幣・硬貨に描かれているエリザベス2世女王の肖像も、新国王のチャールズ3世に差し替えられることになる。
なお、チャールズ3世の戴冠式は、2023年5月6日に、ウェストミンスター寺院で執り行われた。

## 国葬
エリザベス2世の国葬（エリザベスにせいのこくそう）は、女王の崩御から11日目となる2022年9月19日、英国夏時間午前11時より、首都ロンドンのウェストミンスター寺院で執り行われた。当日、イギリスは公休日となり、国葬の様子はテレビやインターネットで配信された。

### 計画
1960年代から、何かしらの形で女王が崩御した際の計画は練られており、女王はそれらの一切についてあらかじめ相談を受けていた。国葬の責任者は、第18代ノーフォーク公軍務伯である。
国葬は、英国夏時間の2022年9月19日午前11時にウェストミンスター寺院で執り行われた。同寺院で君主の葬儀が行われるのは1760年のジョージ2世以来であり、イギリス国内での国葬はウィンストン・チャーチルの国葬以来初めてである。計画の複雑さ、外交儀礼と警備の観点から見れば、チャーチルの国葬以来イギリスで最も大きなイベントとなった。国葬が開催される時間は、国際連合に出席する予定の参列者がニューヨークに行くのに十分な余裕が持てるように配慮されていた。参列者に対する招待はロシア、ベラルーシ、ミャンマー、シリア、ベネズエラとアフガニスタンを除くイギリスが関係を有しているすべての国に送られた。原則として、国家元首を国葬に招待しているが、イラン、朝鮮民主主義人民共和国（北朝鮮）、ニカラグアは上級の外交官のみを送るように要請している。招待、通信と警備の調整は全て外務・英連邦・開発省が行った。
国葬当日は、多くの参列者がロンドン市内の宿を求めたこともあり、ホテルなどの宿泊料金も軒並み値上がりした。また、国葬に参列する人々のために、イギリス各地からロンドンへ向かう臨時列車が運行された。

### 当日

#### ウェストミンスター寺院への葬列

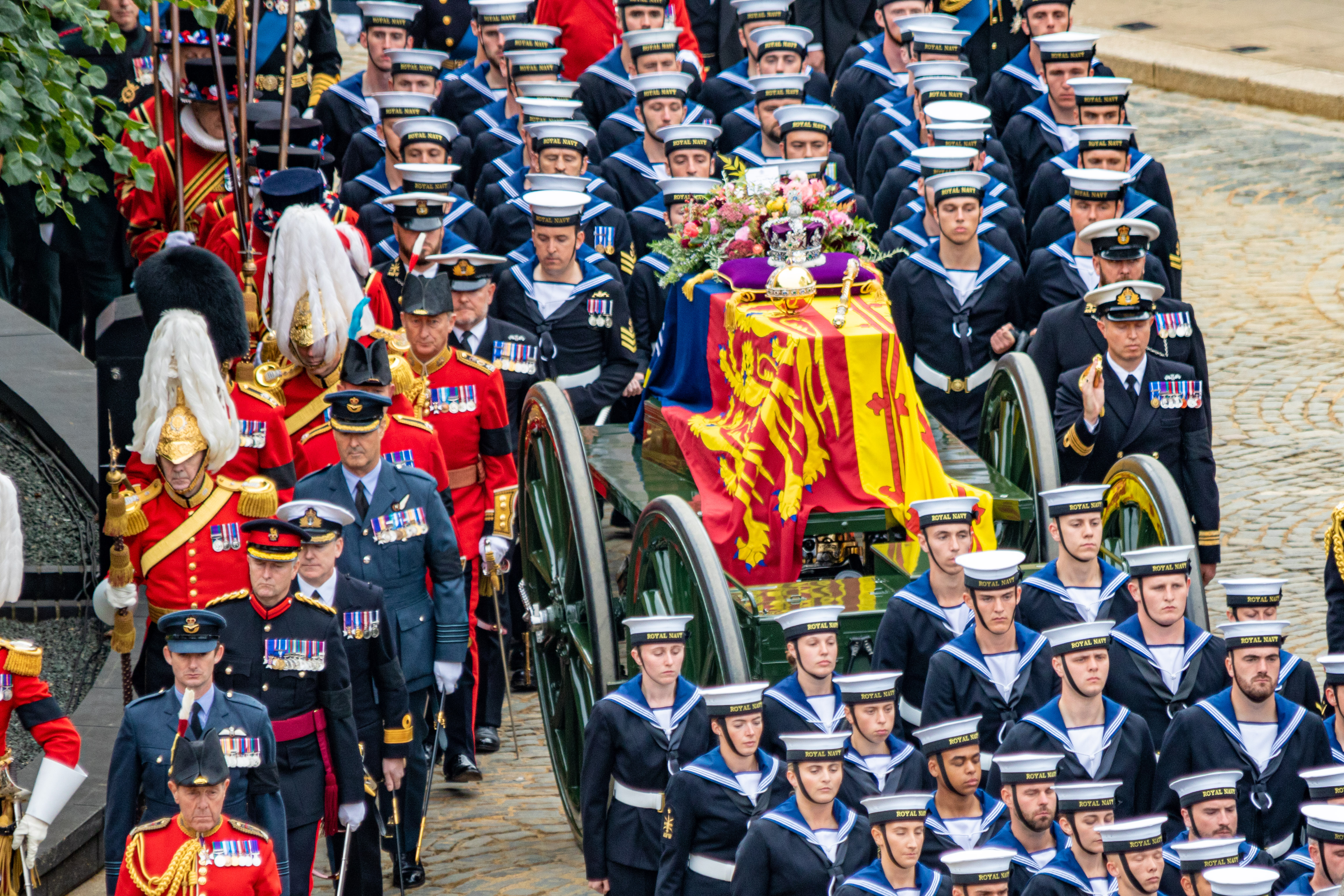
砲車に乗せられた女王の棺

2022年9月19日午前10時44分、女王の棺は砲車に乗せられて、音楽隊のバグパイプによる「霧がかかる山並(Mist Covered Mountains)」が演奏される中、ウェストミンスター宮殿のウェストミンスターホールからウェストミンスター寺院へ出発し、砲車はヴィクトリア女王の国葬以来の伝統に基づき王立海軍の水兵によって曳かれ、国王と王室メンバーはその後ろを歩いた。なお、公務を担っていないヨーク公アンドルー王子とサセックス公ヘンリー王子は、国葬と埋葬の礼拝で軍服を着用できなかった。棺にはロイヤル・スタンダードが掛けられ、バッキンガム宮殿、ハイグローヴ・ハウスとクラレンス・ハウスから摘まれた弔花が置かれ、「愛と献身の記憶に。チャールズ R.」と書かれた国王直筆のメッセージが添えられた。ウェストミンスター寺院では、女王の96年の生涯を記念し、礼拝が始まる96分前から鐘が1分ごとに合計96回鳴らされた。棺は午前10時52分にウェストミンスター寺院に到着した。その際、蜘蛛が棺に乗った。多くの解説者は、蜘蛛が棺に乗ることはよいお告げであると言及した。

#### 国葬
葬儀前に、イギリス人作曲の音楽が演奏された。葬儀は午前11時より始まり、1662年の祈祷書に沿って、ウェストミンスター首席司祭によって執り行われた。パトリシア・スコットランドイギリス連邦事務局長、リズ・トラス首相が聖書の一節を朗読し、ジャスティン・ウェルビーカンタベリー大主教が説教と頌栄を行った。また、多くのキリスト教諸宗派の聖職者が祈りをささげた。
国葬中には、ジュディス・ウィアーによる「鹿が水を求めるがごとく(Like as the Hart)」、ジェームス・マクミランによる「誰が我らをキリストの愛から引き離すことが出来ようか(Who Shall Separate Us?)」など国葬用に作られた曲や、女王の戴冠式や結婚式などで演奏された曲が演奏・合唱された。一連の楽曲はウェストミンスター寺院合唱団とチャペル・ロイヤルによって合唱が行われ、ジェームス・オドンネルが指揮を行った。午前11時50分からは、カンタベリー大主教が女王への「告別の祈り」を捧げた。
午前11時57分頃、ラストポストと呼ばれる軍葬ラッパが演奏され、イギリス全土の国民が2分間の黙祷を捧げた。黙祷中、ビッグベンの鐘が鳴らされた。黙祷終了後、起床ラッパが演奏され、最後に女王のバグパイプ奏者によって、哀悼曲「眠れ、愛しき人よ(Sleep,Dearie Sleep)」が演奏された後、正午に国歌「国王陛下万歳 (God Save the King)」が歌われた。国葬を締めくくる曲としてバッハ作曲の「幻想曲ハ短調」の演奏後、午後0時15分頃に、ウェストミンスター寺院における葬儀が終了した。葬儀後には、エドワード・エルガーによるオルガンソナタ第1番の第1楽章が演奏された。

#### ロンドン・ウィンザーでの葬列
葬儀後、ウェストミンスター寺院からウェリントン・アーチまで、またウィンザーのウィンザー・グレート・パーク内で葬列が組まれた。
ロンドンでの葬列は午後0時15分から始まり、約3000人の軍人が1マイル以上に渡り葬列を組んだ。葬列はホワイトホールから始まり、ホース・ガーズ、ザ・マルを通って、ハイド・パーク近くのウェリントン・アーチに到着した。沿道には、女王との最後の別れを惜しむ100万人を超える人々が集まった。

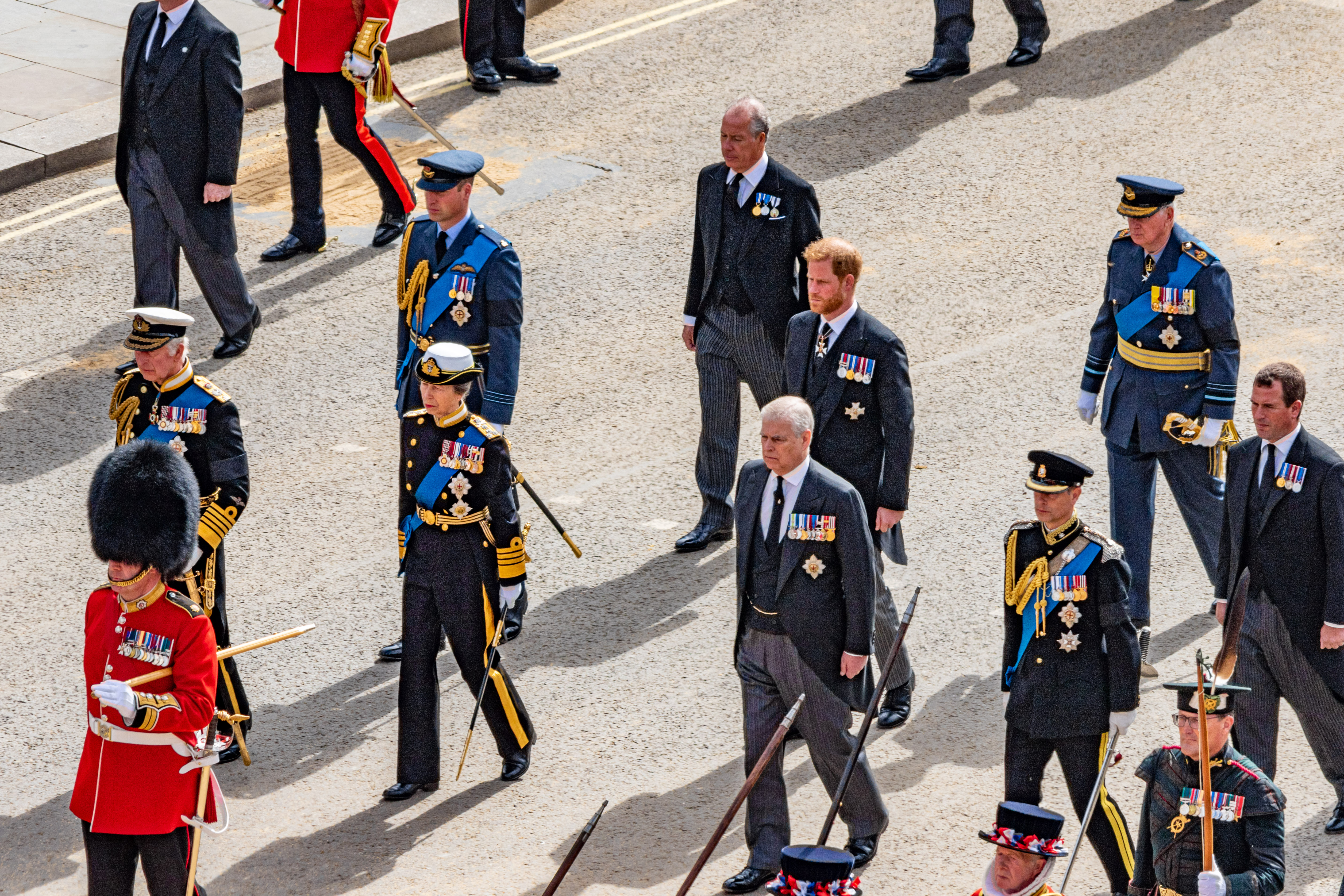
棺の後ろを歩く王族たち

葬列の先頭にはロンドン警視庁騎馬警察、王立カナダ騎馬警察、グルカ兵楽団、そしてマルタ、王立アルスター警察隊、及び国民保健サービスの代表者が、後ろにはイギリス連邦各国の軍の代表者が、後ろにイギリス空軍、イギリス陸軍、イギリス海軍とイギリス海兵隊の代表が、そしてその後ろには従軍聖職者、紋章官、キング・オブ・アームズとイギリス王室家政部門が続いた。またその後ろに、142人の王立海軍船員により引かれ、護衛隊に囲まれた女王の棺が続いた。国王をはじめ多くの王族がその後ろを歩き、さらにその後ろには車に乗った王族が続いた。葬列の最後尾は、各公職の代表者が歩いた。
7つの軍楽隊が葬列の各所に配置され、ヨハン・ハインリヒ・ヴァルヒ作曲の葬送行進曲を演奏した。葬列の間、1分置きにビッグ・ベンの鐘が鳴らされ、ハイド・パークからは王立騎馬砲兵により弔砲が発射された。ザ・セノタフを通過する際には葬列者が敬礼、棺がヴィクトリア・メモリアルを通過する際のバッキンガム宮殿では近衛兵が敬礼を行った。 ウェリントン・アーチに到着すると、棺はウィンザーへ向かうため、特製の霊柩車に乗せられた。午後1時30分、アン王女とティモシー・ローレンス夫妻に付き添われ、霊柩車がウィンザーに向けて出発した。
午後3時頃、霊柩車はウィンザーに到着。約1000人の軍人が葬列に加わり、ウィンザー城内の聖ジョージ礼拝堂に向けてウィンザー・グレート・パークを歩いた。沿道には10万人近くの人々が並び、女王の葬列を見送った。また、女王の愛馬であったフェルポニーの「エマ」と、生前可愛がっていたロイヤルコーギーの「ミック」と「サンディー」も、ウィンザー城内で葬列を見送った。ウィンザーでの葬列の間、セバスタポル・ベルとカーフュー・タワーの鐘が鳴らされ、王立騎馬砲兵がウィンザー城のイースト・ガーデンから毎分弔砲を発射した。葬列が聖ジョージ礼拝堂に到着すると、グレナディアガーズ第1大隊で編成された儀仗兵により、棺は礼拝堂内へと移された。

#### 埋葬式
埋葬式は聖ジョージ礼拝堂で午後4時に始まり、王族、英連邦王国（コモンウェルス・レルム）各国からの総督と首相、また女王の私有地の家政機関のスタッフなど800人が参列した。聖ジョージ礼拝堂合唱団が、フィリップ王配の葬儀でも歌われた「故人へのロシアのコンタキオン(Kontakion of the Departed)」を合唱した。式の前にも、多数の曲が演奏された。
式の主催者であるウィンザー主席司祭が告別の祈りを捧げ、女王の治世を讃えた。また女王の祖父母と父親の葬儀でも読み上げられたヨハネの黙示録第21章の1節から7節までが読み上げられた。また、サンドリンガム修道院長、クラシー・カーク大臣とウィンザー・グレート・パークのチャプレンが祈りを捧げ、最後にカンタベリー大主教が祝福を行った。
式の終盤、女王が1953年の戴冠式(Coronation of Elizabeth II)で受け取った、王権の象徴たる王冠、宝珠、王笏が、女王の棺から下ろされる儀式が行われた。その後、国王がグレナディアガーズの旗を棺の上に掛け、宮内長官が国務大官の象徴である職杖を半分に折り、棺の上に置いた。この後、ガーター・プリンシパル・キング・オブ・アームズが女王と国王の役職を呼称し、間に哀歌「ロイヤルフェンダースミスへの敬礼(A Salute to the Royal Fendersmith)」が女王のバグパイプ奏者によって演奏された。最後に国歌が歌われ、埋葬式は終了した。

#### 埋葬
女王の棺は王室のメンバ－が見守る中、午後7時30分に聖ジョージ礼拝堂の国王ジョージ6世記念礼拝堂に埋葬された。埋葬場所は、父のジョージ6世と母のエリザベス王太后、夫のフィリップ王配の埋葬場所と、妹のマーガレット王女の遺灰の側となった。
エリザベス2世の棺は、崩御する30年以上前に製作されていた。棺は欧州楢で作られており、また湿害を防止するために鉛で裏打ちされている。そのため非常に重く、通常であれば6人の棺側付き添い人が、8人に増員された。

### 警備
服喪期間中は、10000人ほどの警察官が警備にあたり、ロンドン警視庁はこれを「イギリス史上最大」の警備体制と呼んだ。テームズ渓谷警察は、混雑する水路を新しくパトロールし、騎馬警官、警察犬とドローンをウィンザーの警備に提供すると発表した。国葬前、ストーカー性危険人物評価センターは、王室に危険を及ぼす可能性のある個人の監視を始めた。
MI5とGCHQは、対テロ警察とロンドン警視庁と協力し、国葬の警備を実施した。1500人の軍人が配備され、ウェストミンスターはアグスタウェストランド AW159ヘリコプターで調査された。また、群衆整理のため、数百人の客室乗務員が警備会社から雇用された。

### 参列者

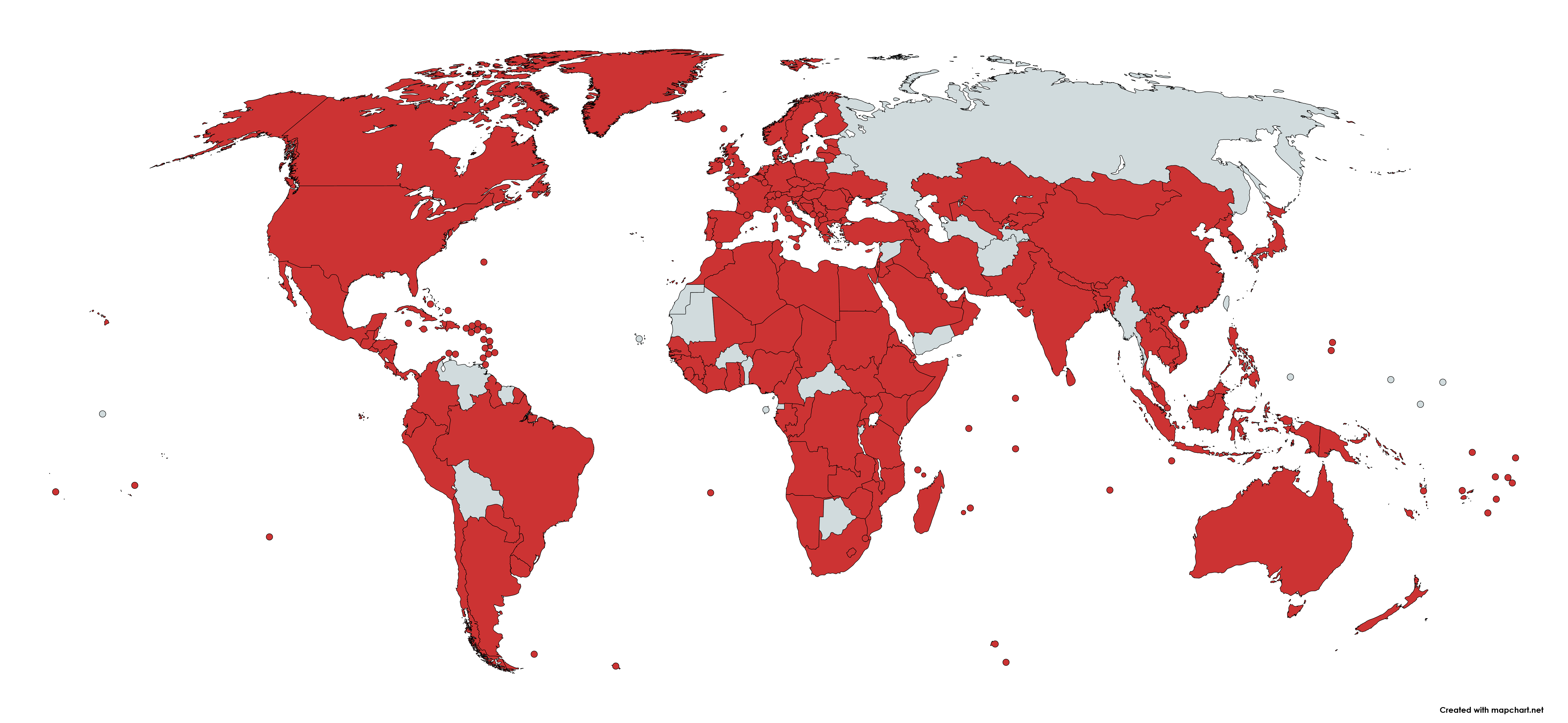
1人以上の要人が参列した国の地図

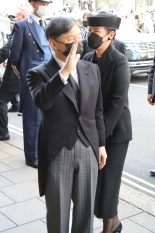
参列した天皇徳仁と皇后雅子

168ヵ国から、約2000人の要人が参加した。日本からは、今上天皇と皇后雅子が参列した。座席の数が限られることから、参加者は配偶者のみ同行させることが許可された。
なお、海外からの参列者の渡航にあたっては、ロンドン・ヒースロー空港の駐機スペースや警備体制等の問題から、自国専用機・自家用機の利用を控え、民間機で渡航するよう呼び掛け、テロ対策等の理由から自国の政府専用機での渡航が必須となる国（日本（日本国政府専用機）・アメリカ（エアフォースワン）など）に対しては、当該国の空軍を通じ、ロンドン近郊のスタンステッド空港の利用を求めた。

### 費用
国葬の費用は、イギリス政府が受け持つ。
国葬の様子

## 反応

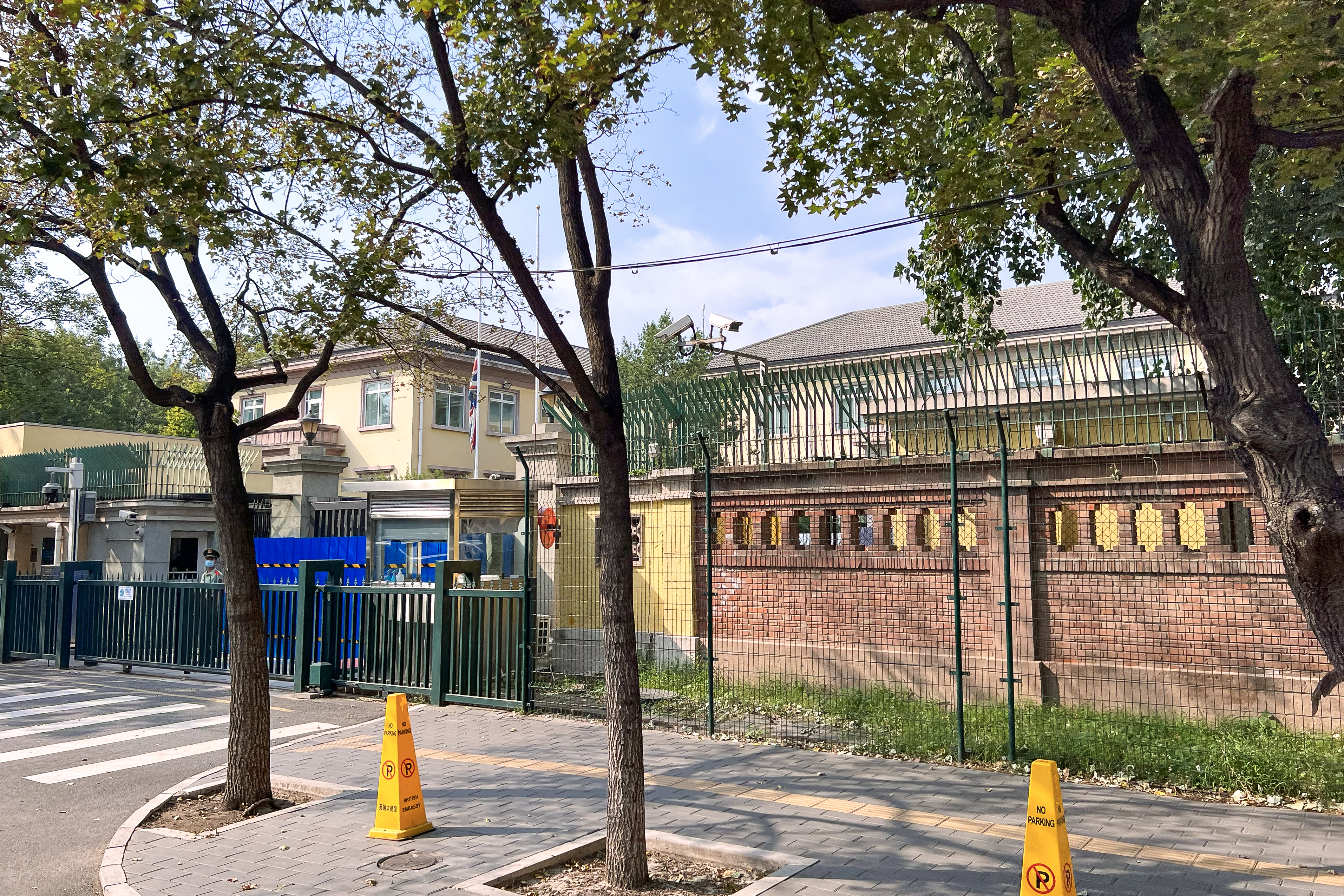
在中華人民共和国英国大使館に掲げられた半旗（2022年9月9日）

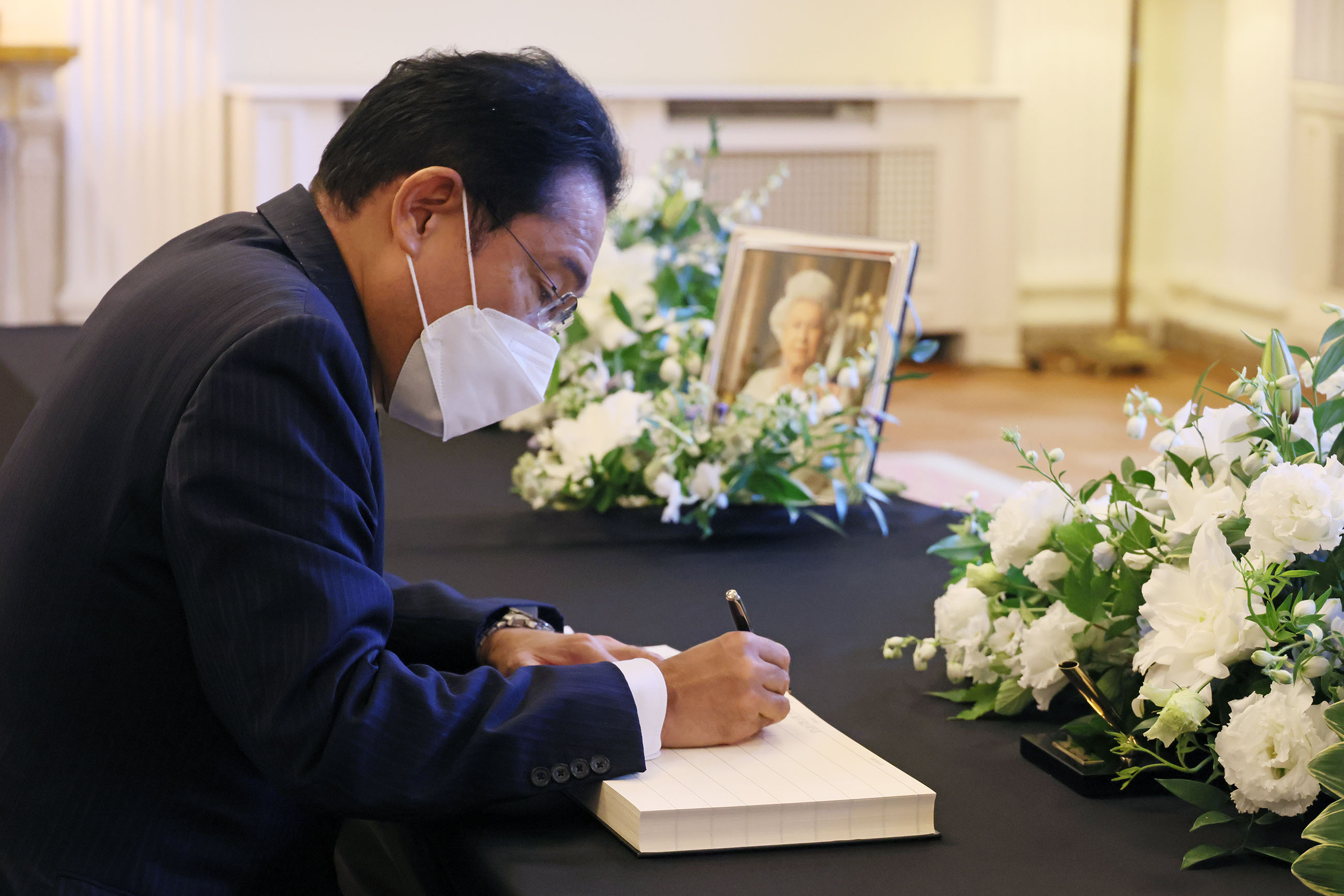
駐日英国大使館を訪問し、エリザベス2世への弔問記帳を行う岸田文雄首相（2022年9月9日）

ウェールズ公妃ダイアナの死後に制定された規定に従い、バッキンガム宮殿のユニオンフラッグは半旗に降ろされた。
女王の崩御が発表されたとき、ロンドンのバッキンガム宮殿の門の外には何100人もの人々が集まっていた。他の多くの人がソーシャルメディアを使用して、女王とイギリス王室への哀悼の意と賛辞を投稿した。
オタワのカナダ国会議事堂とワシントンD.C.のアメリカ合衆国議会議事堂の旗は、女王に敬意を表して半旗で掲げられた。
第46代アメリカ合衆国大統領ジョー・バイデンとファーストレディのジル・バイデンは女王が崩御した後、存命の全ての元大統領と同様にTwitterで声明を発表した。バイデン大統領はまた、女王が埋葬される日の日没まで星条旗を半旗で掲げるように命じた。
イングランドのブライトンにあるロイヤル・パビリオンは、女王を偲んで王室の色であり葬儀の色でもある紫で照らされた。
日本の宮内庁は「英国エリザベス二世女王陛下の崩御に際しての天皇陛下のお気持ち」を公表し、今上天皇と皇后雅子が英国エリザベス2世女王崩御の報に接し、深い悲しみの気持ちと心よりの哀悼の意を持ち9月9日から11日までの3日間、お気持ちとして喪に服すことを伝えた。また、上皇と上皇后美智子も同様に9月9日から11日までの3日間、お気持ちとして喪に服すことを伝えた。
また、第101代内閣総理大臣・岸田文雄は「エリザベス二世女王陛下の崩御に関する岸田内閣総理大臣の談話」を発表し、駐日英国大使館を弔問し記帳を行った。